# MEPIS
MEPIS (发音: IPA: /ˈmɛpɪs/) 是一个Linux发行版，以LiveCD的形式发布，也可安装在硬盘上。最流行的MEPIS版本是SimplyMEPIS。MEPIS基于Debian。 MEPIS发行版是由Warren Woodford建立的。

## 不同版本
- SimplyMEPIS，最流行的MEPIS版本
- MEPISLite
- antiX